# 克倫威爾鎮區 (明尼蘇達州克萊縣)
克倫威爾鎮區（英語：Cromwell Township）是位於美國明尼蘇達州克萊縣的一個行政鎮區。

## 地方資料
克倫威爾鎮區的面積為87.30平方千米，當中陸地面積為86.20平方千米，而水域面積為1.10平方千米。根據2020年美國人口普查的數據，當地共有人口388人，而人口密度為每平方千米4.44人。